# Kirsti Sparboe
Kirsti Sparboe ( Tromsø, 7 de dezembro de 1946) é uma cantora e atriz norueguesa. A maioria da sua carreira musical está ligada ao Festival Eurovisão da Canção, onde participou por três vezes. 
A sua primeira participação no Festival Eurovisão da Canção foi em 1965, quando tinha 19 anos. Nesse festival, cantou "Karusell", que se classificou em 13.º lugar. Participou na Pré-Seleção norueguesa para o Festival Eurovisão da Canção 1966, com o tema "Gi Meg Fri", onde terminou em segundo lugar. A sua próxima participação na Eurovisão seria em 1967, onde interpretou a canção "Dukkemann", que se classificou em 14º lugar..
Sparboe voltou aparticipar na Pre-Seleção norueguesa de 1968, mas  a canção  que ela interpretou ("Jag har aldri vært så glad i no'en som deg") foi desqualificada após acusações de plágio de uma popular canção de Cliff Richard chamada  "Summer Holiday."  Ela faria uma versão em norueguês da canção La La La" , interpretada por Massiel , vencedora do Festival Eurovisão da Canção 1968.
Ela voltaria a representar a Noruega na Eurovisão em 1969, com a canção "Oj, Oj, Oj, så glad jeg skal bli", mas terminou em último lugar, com apenas um ponto. Esta canção foi gravada em três idiomas (norueguês, sueco e francês) e uma versão  "Grand Jubilee" intitulada " "Oj Oj Oj, Grand Prix Jubilee" foi lançada uns anos mais tarde. 
Kirsti participou na Pré-Seleção alemã para o Festival Eurovisão da Canção 1970, onde cantou o tema  "Pierre Der Clochard", onde terminou em quarto lugar. Sparboe fez uma versão em norueguês da canção vencedora do Festival Eurovisão da Canção 1971 "Un banc, un arbre, une rue".
Desde o Festival Eurovisão da Canção, ela gravou singles, em especial na Alemanha, onde teve algum sucesso. Sparboe também participou num programa da BBC chamado  "Jon, Brian, Kirsti And Jon" em 1980.
Nos anos mais recentes, a canção  "Ein Student Aus Uppsala" (escrita originalmente em alemão), tornou-se o hino não oficial dos estudantes da Universidade de Uppsala, na Suécia, dando nova popularidade a   Kirsti Sparboe.